# 芬蘭廣播公司第二衛星電台
芬蘭廣播公司第二衛星電台（芬蘭語：Yle Sat 2或YLESAT2）是芬蘭廣播公司一條衛星電台頻道，主要轉播芬蘭廣播公司第一電台、芬蘭電台以及Vega電台的各類節目。這條頻道使用「Thor 5」衛星向整個歐洲廣播，而在2012年上旬之前其覆蓋範圍曾經遠至澳洲、北美洲和亞洲。